# Bimota DB1
La Bimota DB1 es una motocicleta deportiva creada por la compañía italiana Bimota, empleando un motor Ducati, también italiano.

## Características
La DB1 es una motocicleta cuyo chasis multitubular de acero pesa tan sólo seis kilos, equipada con un motor bicilíndrico en V de origen Ducati, instalado longitudinalmente. Se trata del mismo motor empleado en la Ducati Pantah, con el diámetro de los cilindros incrementado. El basculante es de aluminio, al igual que otras piezas de la moto. Los reposapiés o la tija de dirección están realizados con una aleación aeronáutica de aluminio, llamada Avional 14.
El uso de aleaciones ligeras, combinadas con fibra de vidrio para realizar elementos como el carenado o el depósito de combustible, contribuyen a un reducido peso en seco, 160 kg. Las horquillas y el monoamortiguador trasero son Marzocchi, mientras que el equipo de frenado es de Brembo con pinzas dobles en ambos discos delanteros. El reducido tamaño y su ligereza convierten a la DB1 en una motocicleta muy ágil.